# Ctenomys andersoni
Ctenomys andersoni – endemiczny gatunek gryzonia z rodziny tukotukowatych (Ctenomyidae). Występuje w centralno-południowej Boliwii. Znany tylko z jednej lokalizacji: Cerro Itahuaticua. Występuje na wysokości 800–1800 m n.p.m.

## Budowa ciała
Ctenomys andersoni, podobnie jak inne gatunki tukotuko, charakteryzuje mocna budowa ciała, małe oczy (ale jak na zwierzęta podziemne stosunkowo duże) ulokowane w górnej części czaszki. Tułów ma kształt cylindryczny. Uszy są małe. Ogon gruby i stosunkowo krótki. Łapy, wyposażone w mocne pazury, są przystosowane do kopania tuneli. Długie siekacze i mocne pazury stanowią dla wszystkich tukotuko podstawę adaptacyjną do życia pod ziemią. Są niezbędne do drążenia tuneli. Ctenomys używają do prac ziemnych siekaczy. Drążą z zamkniętymi pyszczkami. W zakresie kształtu czaszki występuje duża zmienność międzygatunkowa.
Ctenomys andersoni jest gryzoniem o wielkości określanej jako średnia lub duża. Sierść w części grzbietowej jest wybarwiona na odcienie brązu z jasnooliwkowym pasem biegnącym od karku do tyłu. Futro w części brzusznej jest bladooliwkowe, zaś nasada włosów jest szara. Górne siekacze są długie, wybarwione na kolor pomarańczowy.
|                                | wymiar     |
| ------------------------------ | ---------- |
| długość ciała z głową i ogonem | 188–310 mm |
| długość tylnej kończyny        | 21–41 mm   |
| długość ucha                   | 3–10 mm    |
| masa ciała                     | 83–360 g   |

## Kariotyp
Garnitur chromosomowy tego zwierzęcia tworzy 23 par (2n=46) chromosomów (FN=50).

## Tryb życia
C. andersoni, jak wszystkie tukotuko, wiodą podziemny tryb życia. Pod ziemią żyją, rozmnażają się, jedzą i tam umierają. Jak zdecydowana większość tukotuko wiedzie samotniczy tryb życia. Jeden system tuneli należy do jednego zwierzęcia. Młode tukotuko osiągają dojrzałość płciową po około 6–8 miesiącach życia. Ciąża trwa około 100 dni.

## Rozmieszczenie geograficzne
Występuje w centralno-południowej Boliwii. Znany tylko z jednej lokalizacji: Cerro Itahuaticua. Występuje na wysokości 800–1800 m n.p.m. Typowa lokalizacja: departament Santa Cruz we wschodniej Boliwii, Cerro Itahuaticua (19°48′S, 63°31′W) na wysokości 810 m n.p.m.

## Ekologia
Ctenomys andersoni podobnie jak pozostałe gatunki z rodzaju Ctenomys są roślinożercami. Tukotuko żywią się trawami i ziołami oraz ich nasionami. Najchętniej zbierają rośliny w bezpośrednim sąsiedztwie wylotu nory. Zdobyte pożywienie zjadają na miejscu lub wciągają do nory. Takie zachowanie pozwala na minimalizowanie ryzyka padnięcia ofiarą drapieżników. C. andersoni chętnie zjadają fragmenty kolczastych drzew z rodziny bobowatych oraz opuncje z rodziny kaktusowatych. C. andersoni zasiedla wapienne zbocza gór.  
Zwierzęta z rodzaju Ctenomys wchodzą w skład diety pójdźki ziemnej, uszatki błotnej, grizona mniejszego, majkonga krabożernego, żararaka urutu i myszołowca towarzyskiego. Tukotuko są traktowane jako szkodniki upraw. Chętnie zjadają uprawiany przez lokalną ludność maniok jadalny.

### Siedlisko
Poszczególne gatunki tukotuko zasiedlają izolowane, stosunkowo niewielkie obszary. Zwierzęta budują tunele na głębokości 31–44 cm. Tunel ma szerokość od 5,5 cm do 9,3 przy wysokości 6 do 11 cm. Korytarz osiąga długość do 5 m. Wyjścia z nory są zwykle zamknięte. Komora gniazdowa jest lokowana na końcu korytarza.

## Komunikacja
Nazwa zwierząt tuko-tuko jest onomatopeją odwzorowującą ich wokalizację. Samce dwukrotnie częściej używają dźwięku w komunikacji niż samice. 